# James McCracken

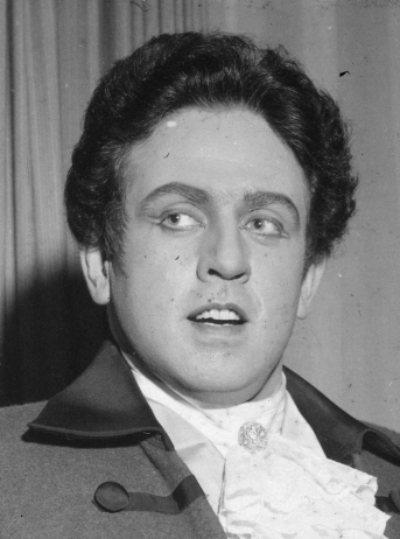

James McCracken (Gary, Indiana; 16 de diciembre de 1926 - Nueva York; 30 de abril de 1988) fue un tenor dramático estadounidense poseedor de una voz caudalosa y oscura con timbre baritonal. Se destacó en papeles heroicos especialmente como Otello.

## Trayectoria
Formado en la tradición coral, sirvió en la marina durante la Segunda Guerra Mundial. Se formó en la Universidad de Columbia y con Elsa Seyfert en Konstanz, Alemania. Casado con la mezzosoprano Sandra Warfield, tuvo dos hijos.
Debutó en 1952 como Rodolfo en La bohème en la Opera de Central City, en Colorado y en pequeños papeles en el Metropolitan Opera entre 1953 y 1957. En 1957 se mudó a Europa, obteniendo un gran éxito en la Opera de Zúrich. Sus principales papeles fueron Otello de Verdi (fue uno de los más importantes exponentes del papel), Don José en Carmen de Bizet, Radamés en Aída, El profeta en Le Prophete de Meyerbeer, Canio en I Pagliacci, Samson en Sansón y Dalila, Calaf en Turandot, Florestan en Fidelio, Manrico en Il trovatore'y Tannhäuser'de Richard Wagner. En 1962 cantó Radamés en el Teatro Colón de Buenos Aires y regresó triunfalmente al Met en 1963 como Otello dirigido por Georg Solti, pero abandonó la compañía cuando no fue invitado a protagonizar la retransmisión de la ópera de Verdi de 1978. Regresó para la Gala centenaria de 1983 y en 1985 fue Radamés para la última Aida de Leontyne Price transmitida por televisión a todo el país. Entre sus dos carreras en el Met (1953-57) y (1963-86) totalizó 600 representaciones con la compañía. Su última actuación fue en Central Park como Radamés junto a Aprile Millo y Grace Bumbry el 17 de junio de 1986.

## Discografía selecta
- Beethoven: Fidelio / Lorin Maazel, Birgit Nilsson, Tom Krause.
- Bizet: Carmen / Leonard Bernstein, Marilyn Horne, Adriana Maliponte, Tom Krause.
- Meyerbeer: Le Prophete / Henry Lewis, Marilyn Horne, Renata Scotto.
- Schoenberg: Gurrelieder' / Seiji Ozawa, Jessye Norman, Tatiana Troyanos, Werner Klemperer.
- Verdi: Otello / John Barbirolli, Gwyneth Jones, Dietrich Fischer-Dieskau.